# ISO 3166-2:CL
ISO 3166-2:CL è uno standard ISO che definisce i codici geografici delle suddivisioni del Cile; è un sottogruppo dello standard ISO 3166-2.
I codici sono assegnati alle 15 regioni, e sono formati da CL- (sigla ISO 3166-1 alpha-2 dello Stato), seguito da due lettere.

## Codici
| Codice | Regione                      |
| ------ | ---------------------------- |
| CL-AI  | Aysén                        |
| CL-AN  | Antofagasta                  |
| CL-AP  | Arica e Parinacota           |
| CL-AR  | Araucanía                    |
| CL-AT  | Atacama                      |
| CL-BI  | Bío Bío                      |
| CL-CO  | Coquimbo                     |
| CL-LI  | Bernardo O'Higgins           |
| CL-LL  | Los Lagos                    |
| CL-LR  | Los Ríos                     |
| CL-MA  | Magellano e Antartide Cilena |
| CL-ML  | Maule                        |
| CL-RM  | Santiago                     |
| CL-TA  | Tarapacá                     |
| CL-VS  | Valparaíso                   |
| CL-NB  | Ñuble                        |